# Mars Global Surveyor
Il Mars Global Surveyor (MGS) era una sonda spaziale americana sviluppata dal Jet Propulsion Laboratory e lanciata nel novembre 1996 per esplorare Marte. È stata una missione di mappatura che ha esaminato l'intero pianeta, dalla ionosfera all'atmosfera, fino alla superficie. Come parte del Mars Exploration Program, la sonda ha operato come ripetitore per gli orbiter successivi durante la fase di aerobraking, ed ha aiutato le missioni con rover e lander su Marte identificando i potenziali siti di atterraggio e fungendo da ripetitore.
Completò la sua missione primaria nel gennaio 2001 e, durante la sua terza missione estesa, il 2 novembre 2006 la sonda non riuscì a rispondere ai messaggi e ai comandi. Un debole segnale venne individuato 3 giorni dopo, il quale indicava che era entrata in modalità di sicurezza. I tentativi di ricontattare la sonda e risolvere il problema fallirono, e la NASA nel gennaio 2007 terminò ufficialmente la missione.

## Obiettivi
Il Mars Global Surveyor raggiunse i seguenti obiettivi scientifici durante la sua missione primaria:
1. Caratterizzare le caratteristiche della superficie e i processi geologici su Marte;
2. Determinare la composizione, la distribuzione e le proprietà fisiche dei minerali, le rocce e il ghiaccio superficiale;
3. Determinare la topografia globale, la forma del pianeta e il campo gravitazionale;
4. Stabilire la natura del campo magnetico;
5. Monitorare la meteorologia e la struttura termica atmosferiche;
6. Studiare le interazioni tra la superficie di Marte e l'atmosfera monitorando le caratteristiche della superficie, l'espansione e contrazione delle calotte polari, il bilancio dell'energia polare e la polvere e le nuvole nel ciclo stagionale.

Il Mars Global Surveyor ha anche raggiunto i seguenti obiettivi nella sua missione estesa:
1. Monitoraggio continuo della meteorologia per formare un continuo set di osservazioni congiuntamente con il Mars Reconnaissance Orbiter, che ha raggiunto Marte nel marzo 2006;
2. La fotografia dei possibili luoghi di atterraggio per il 2007 Phoenix Mars Lander e il Mars Science Laboratory;
3. Osservazione e analisi dei siti oggetto di interesse scientifico, specie dove sono presenti affioramenti di rocce sedimentarie;
4. Monitoraggio continuo dei cambiamenti superficiali dovuti al vento e al ghiaccio.

## Specifiche
La sonda, costruita all'impianto Lockheed Martin Astronautics a Denver, era un box di forma rettangolare con dei pannelli solari a forma di ali che si estendono ai lati opposti. Quando carica di propellente, al momento del lancio, la sonda pesava 1060 kg. La maggior parte della sua massa risiedeva nel modulo a forma di box che occupava la parte centrale della sonda. Questo modulo centrale era a sua volta costituito da 2 moduli rettangolari più piccoli posizionati nella parte alta; il primo conteneva l'equipaggiamento, le elettroniche, gli strumenti scientifici e il computer di bordo 1750A. L'altro modulo, invece, i serbatoi e i motori a razzo. La missione del Mars Global Surveyor costò circa 154 milioni di dollari per lo sviluppo e la costruzione e 65 milioni di dollari per il lancio. Le operazioni di missione e l'analisi dei dati costarono approssimativamente 20 milioni di dollari all'anno.

## Strumenti scientifici
5 strumenti scientifici volarono a bordo del Mars Global Surveyor:
- La Mars Orbiter Camera (MOC) operata da Malin Space Science Systems;[10]
- Il Mars Orbiter Laser Altimeter (MOLA);[11]
- Il Thermal Emission Spectrometer (TES);[12]
- Un magnetometro e un riflettometro agli elettroni (MAG/ER);[13]
- L'Ultrastable Oscillator (USO/RS) per misurazioni doppler;[14]
- Il Mars Relay (MR), un ricetrasmittente di segnali.[15]

### Mars Orbiter Camera
La Mars Orbiter Camera (MOC) era composta da 3 strumenti: una fotocamera ad angolo stretto, che fornì foto in bianco e nero ad alta risoluzione (tra 1,5 e 12 m per pixel), una fotocamera in rosso e blu, per immagini contestuali (240 m per pixel) e una fotocamera globale (7,5 km per pixel). La MOC ottenne più di 240.000 immagini osservando porzioni di Marte in 4,8 anni marziani, da settembre 1997 a novembre 2006. Un'immagine ad alta risoluzione della MOC copre una distanza tra 1,5 e 3,1 km. A volte, una sua fotografia può uscire più piccola di quel che sembra perché è il prodotto di un ritaglio di un'altra per mostrare una determinata caratteristica. Queste immagini possono coprire aree tra 3 e 10 km di lunghezza. Quando viene catturata un'immagine ad alta risoluzione, viene ripresa anche un'immagine contestuale. L'immagine contestuale mostra la posizione dell'immagine ad alta risoluzione. Le immagini contestuali sono tipicamente lunghe 115,2 km con una risoluzione di 240 m/pixel.

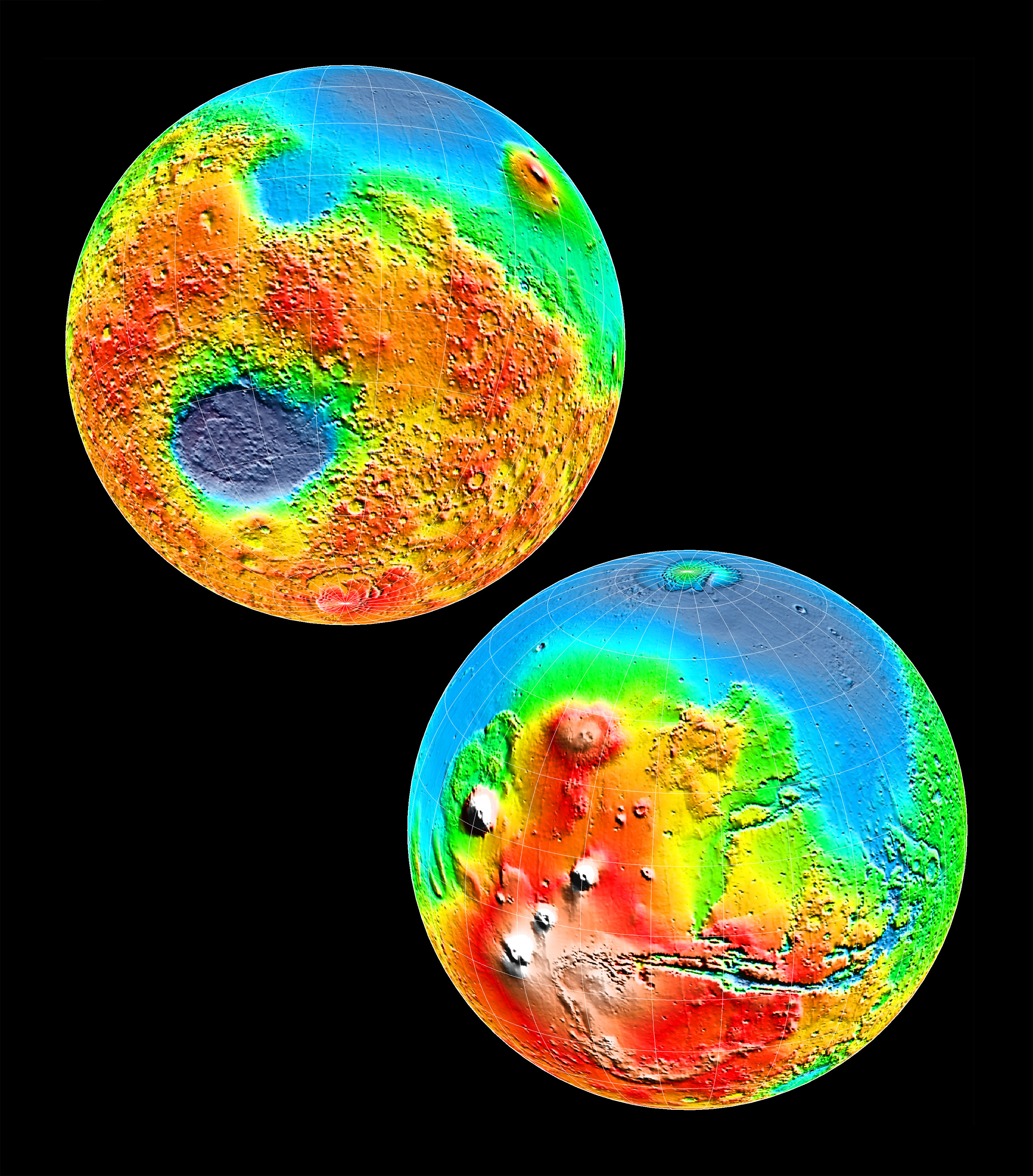
Immagini topografiche dei 2 emisferi marziani ripresi dal MOLA. Questa immagine apparve come copertina di Sciencenel maggio 1999.

### Mars Orbiter Laser Altimeter

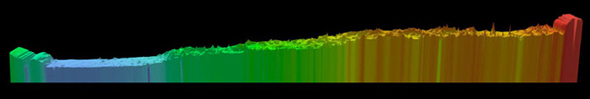
Immagine ripresa dal MOLA che raffigura la topografia da un polo di Marte all'altro.

Il Mars Orbiter Laser Altimeter, or MOLA, ha mappato la superficie di Marte in 4 anni e mezzo. Questo strumento ha trasmesso impulsi laser agli infrarossi verso Marte a 10 Hz, misurando il tempo che impiegava a raggiungere la superficie e determinare a che altezza si trovava la sonda. Le misurazioni fornirono precise mappe topografiche di Marte, che vennero applicate in geofisica, geologia e circolazione atmosferica. Il MOLA operò anche come radiometro passivo, misurando la radiosità della superficie marziana a 1064 nm. Lo strumento fornì altimetria fino al 30 giugno 2001, per poi operare come radiometro fino al 7 ottobre 2006.

### Thermal Emission Spectrometer
Il TES ha sistematicamente misurato e monitorato la superficie e l'atmosfera marziana in tutte le fasi della missione, ottenendo più di 206 milioni di spettri nell'infrarosso, e il bolometro dello strumento è rimasto in funzione per tutta la durata della missione. Il TES è sia uno strumento che una tecnologia. Esso volò per la prima volta sul Mars Observer. A seguito della sua perdita, il TES venne ricostruito per essere lanciato assieme a 5 dei primi 7 strumenti del Mars Observer a bordo del Mars Global Surveyor. Il suo scopo era quello di misurare l'energia termica infrarossa emessa da Marte. Questa tecnologia, denominata spettroscopia ad emissioni termiche, è capace di dirci riguardo alla geologia e alla composizione di Marte.
Il TES lavora sul concetto che differenti tipi di composti assumeranno differenti temperature quando esposte alla stessa quantità di radiazione solare. Per esempio, l'acqua di un oceano è sempre più fresca di quanto possa essere quella sulla sabbia bollente in spiaggia. I dati termici mandati a terra dallo strumento hanno permesso agli scienziati di determinare la composizione generale dei minerali in campioni di terreno di circa 9,0 km2, conducendo una mappatura minerale dell'intero pianeta. In aggiunta, il TES ha scansionato l'atmosfera marziana per provvedere dati sulle nuvole e sulla meteorologia.

### Mars Relay
L'antenna Mars Relay ha aiutato i Mars Exploration Rovers per ripetere a Terra i dati, in congiunzione con la memoria buffer da 12 MB dalla Mars Orbiter Camera. In totale, più di 7,6 Gbit di dati vennero trasferiti in questo modo.
| Nome dello strumento                | Immagine dello strumento | Principal Investigator                              | Riferimenti   |
| ----------------------------------- | ------------------------ | --------------------------------------------------- | ------------- |
| Mars Orbiter Camera                 | senza cornice            | Dr. Michael Malin, Malin Space Science Systems Inc. | [ 10 ]        |
| Mars Orbiter Laser Altimeter        | senza cornice            | Dr. David Smith, NASA Goddard Space Flight Center   | [ 11 ]        |
| Thermal Emission Spectrometer       | senza cornice            | Dr. Phil Christensen, Arizona State University      | [ 12 ]        |
| MAG/ER                              | senza cornice            | Dr. Mario Acuna, NASA Goddard Space Flight Center   | [ 13 ]        |
| Ultrastable Oscillator & Mars Relay | senza cornice            | Dr. G. Leonard Tyler, Stanford University           | [ 14 ] [ 15 ] |

## Cronologia della missione

### Lancio e inserzione orbitale
Il Mars Global Surveyor venne lanciato dalla CCAFS in Florida il 7 novembre 1996 a bordo di un Delta II 7925. La sonda viaggiò per circa 750 milioni di km prima di raggiungere Marte l'11 settembre 1997.
Una volta raggiunto il pianeta rosso, il Surveyor accese il motore principale per l'inserzione orbitale di 22 minuti. Questa manovra rallentò la sonda e permise alla gravità del pianeta di catturarla nella sua orbita. Inizialmente il Surveyor entrò in un'orbita altamente ellittica che veniva completata in 45 ore. Quest'orbita aveva un periapside di 262 km sull'emisfero nord, e un apoapside di 54,026 km sull'emisfero sud.

#### Aerobraking
Dopo l'inserzione orbitale, il Surveyor eseguì una serie di cambiamenti orbitali per abbassare il periapside della sua orbita nelle frange più alte dell'atmosfera marziana a un'altitudine di circa 110 km. Durante ogni passaggio atmosferico, la sonda si rallentò a causa della resistenza atmosferica. La densità di quest'ultima a queste altitudini è relativamente bassa, permettendo di eseguire queste operazioni senza danneggiare la sonda. Questo rallentamento causò la perdita di altitudine nel successivo apoapside dell'orbita. Il Surveyor ha usato questa tecnica di aerobraking per 4 mesi per abbassare la sua orbita da 54000 km a circa 450 km.
L'11 ottobre il team di volo eseguì una manovra per spostare il periapside fuori dall'atmosfera. Questa sospensione dell'aerobraking venne eseguita perché la pressione dell'aria atmosferica causò il piegamento di uno dei 2 pannelli solari. Il pannello in questione venne danneggiato poco dopo il lancio nel novembre 1996. L'aerobraking venne ripreso il 7 novembre dopo che il team di volo concluse che la manovra era sicura, dato che sarebbe avvenuta in un luogo meno rischioso di quello proposto dal piano originale di volo.
Sotto il nuovo piano di missione, l'aerobraking avvenne con una altitudine minima media di 120 km, a differenza dei precedenti 110 km. Questo lieve aumento di altitudine causò un abbassamento dell'attrito aerodinamico del 66%. Durante questi 6 mesi, l'aerobraking ha ridotto il periodo orbitale da 12 a 6 ore.
Da maggio a novembre 1998, l'aerobraking venne temporaneamente sospeso per permettere all'orbita di stabilizzarsi nella posizione migliore rispetto al Sole. Senza questa modifica, il Mars Global Surveyor avrebbe completato l'aerobraking con un'errata collocazione orbitale. Per massimizzare l'efficienza della missione, questi 6 mesi vennero dedicati all'ottenimento di più dati scientifici possibili, che vennero trasmessi quattro volte al giorno, nel punto più basso di ogni orbita.
Infine, tra novembre 1998 e marzo 1999, l'aerobraking riprese e fissò il punto più alto dell'orbita a 450 km. A questa altitudine, il Surveyor orbitava Marte ogni 2 ore. L'aerobreaking venne pianificato per terminare una volta orientata la sonda verso il Sole. Nell'orientamento desiderato per le operazioni di mappatura, la sonda ha sempre attraversato l'equatore alle 14:00 (ora marziana locale) muovendosi da Sud verso Nord. Questa geometria venne selezionata per migliorare la qualità del ritorno dei dati scientifici.
Durante le operazioni di analisi la sonda percorre un'orbita in 117,65 minuti con un'altezza media di 378 km. Questa è un'orbita polare quasi perfetta e permette alla sonda di spostarsi dal polo sud al polo nord in un'ora. Questa altezza venne scelta per ottenere un'orbita sincrona rispetto al Sole in modo da ottenere immagini con sempre la stessa illuminazione solare.
Dopo ogni orbita la sonda si è spostata di 28,62° dato che il pianeta ruota sotto la sonda. In effetti per la sonda sono sempre le 14:00 dato che si muove con la stessa velocità apparente del Sole.
Dopo 7 Sol e 88 orbite la sonda si trova approssimativamente nella stessa posizione sebbene abbia uno scostamento di 59 km. Questo garantisce una mappatura completa del pianeta.
Il 31 gennaio 2001 la sonda ha completato la missione primaria di mappatura e quindi la sua missione è stata estesa.
Il 30 marzo 2004 ha fotografato il rover Spirit della Mars Exploration Rover e il segno del suo passaggio avvenuto negli 85 Sol di viaggio.
Nell'aprile 2005 la MGS è stata la prima sonda a fotografare un altro satellite artificiale in orbita attorno ad un pianeta che non fosse la Terra. La sonda raccolse due immagini della sonda Mars Odyssey e una immagine della sonda Mars Express.
Il 2 novembre 2006 si sono verificati dei problemi di gestione dei pannelli solari e da allora non è più stato possibile stabilire un canale di comunicazione con la sonda.
Il 21 novembre 2006 la NASA dichiara conclusa la vita operativa della sonda.

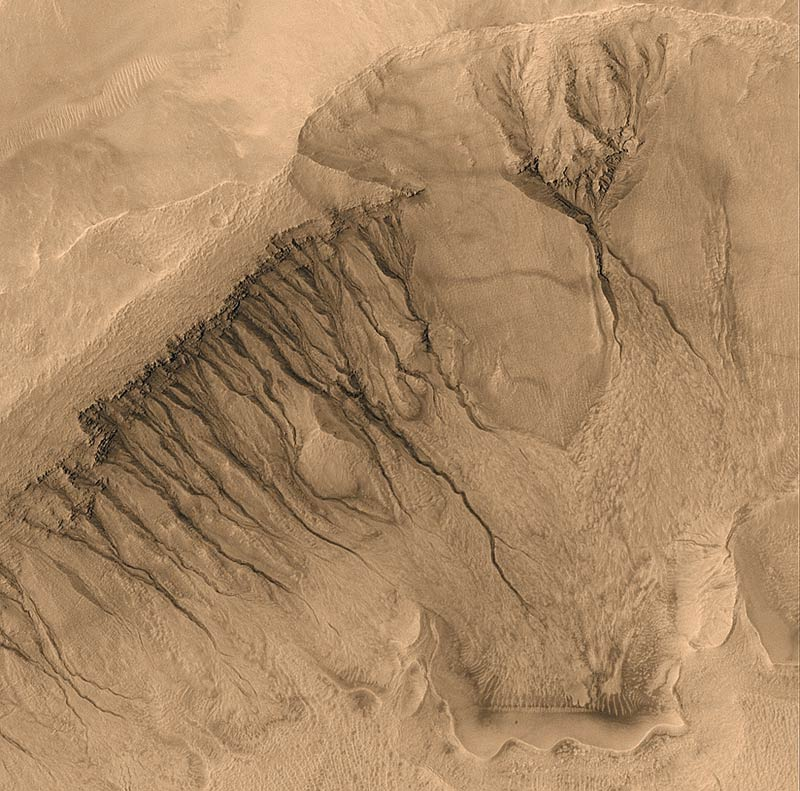
Questa immagine presa del Mars Global Surveyor mostra una regione di circa 1500 metri ove sono visibili i burroni e le asperità della Newton Basin nella Sirenum Terra. Canali simili sulla Terra sono formati dallo scorrimento dell'acqua. Su Marte l'acqua non può esistere per lunghi periodi allo stato liquido ma molti scienziati ipotizzano che a volte l'acqua emerga dal terreno temporaneamente e che possa corrodere e modellare l'ambiente marziano prima di evaporare o ghiacciare